# Zündapp KS 601

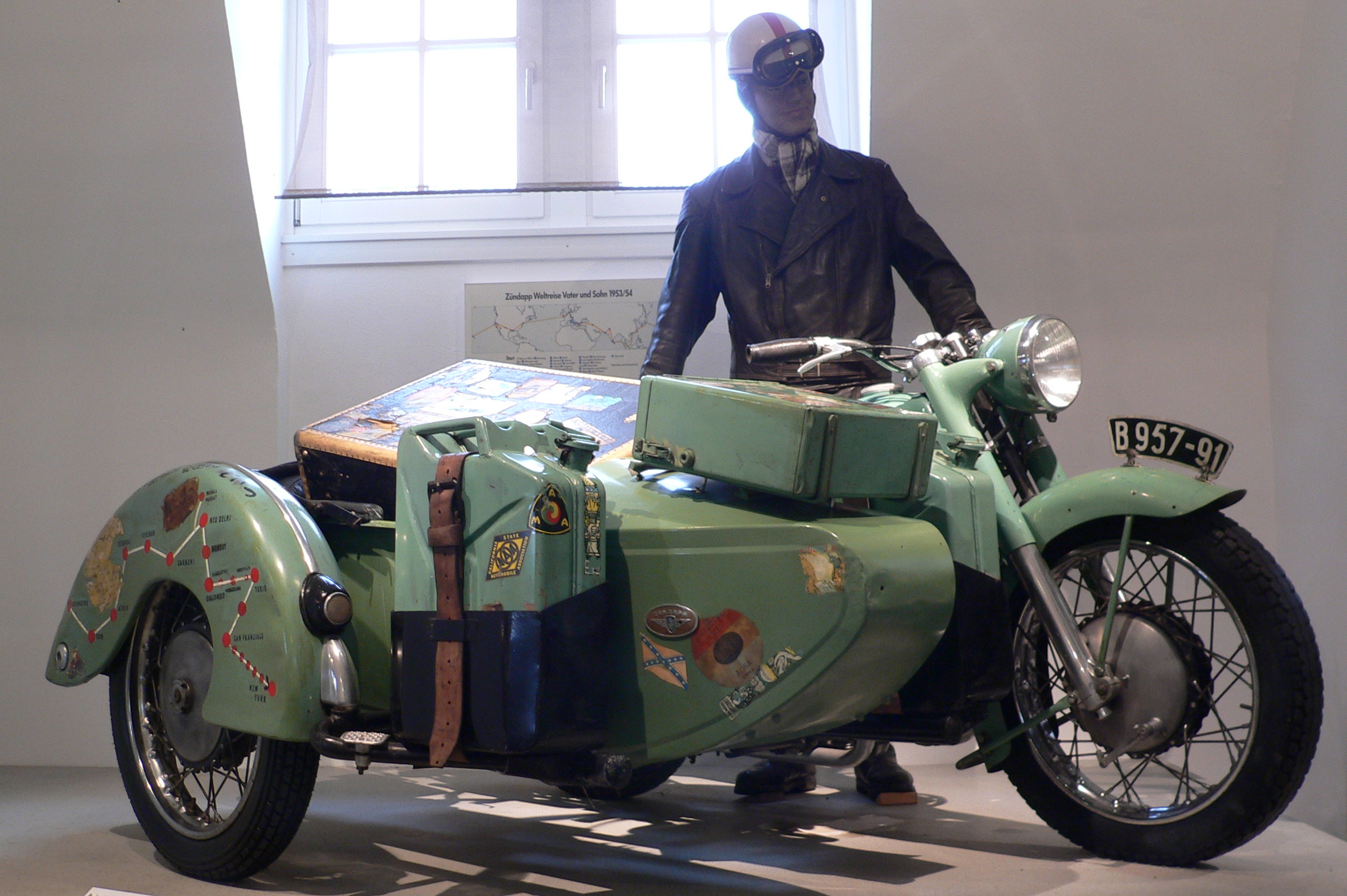
Zündapp KS 601

Die Zündapp KS 601 ist ein von Ernst Schmidt konstruiertes Motorrad, das die Zündapp-Werke GmbH, Nürnberg, in der Zeit von 1950 bis 1957 „in knapp 5000 Exemplaren“ bauten. Die Maschine wurde vorwiegend mit Seitenwagen gefahren. Wegen ihres Gewichts und des durchzugsstarken Motors sowie der für sie typischen grünen Lackierung – andere Farben waren auch lieferbar – erhielt sie in einem Testbericht der bundesdeutschen Zeitschrift Das Motorrad (Heft 25/1951) den Beinamen „Der Grüne Elefant“, der zu einem festen Begriff wurde. Im Januar 1956 trafen sich KS-601-Fahrer – unter ihnen der Motorradjournalist Ernst Leverkus, genannt „Klacks“ – an der Solitude-Rennstrecke zum ersten Elefantentreffen, das seitdem jedes Jahr unter diesem Namen stattfindet.
„KS“ steht ursprünglich für „Kardan Sport“, die KS 601 war das letzte Zündapp-Modell mit Kardanantrieb. Dieses gängige Kürzel wurde später auch für andere Konstruktionen bei Zündapp verwendet.

## Allgemeine Beschreibung

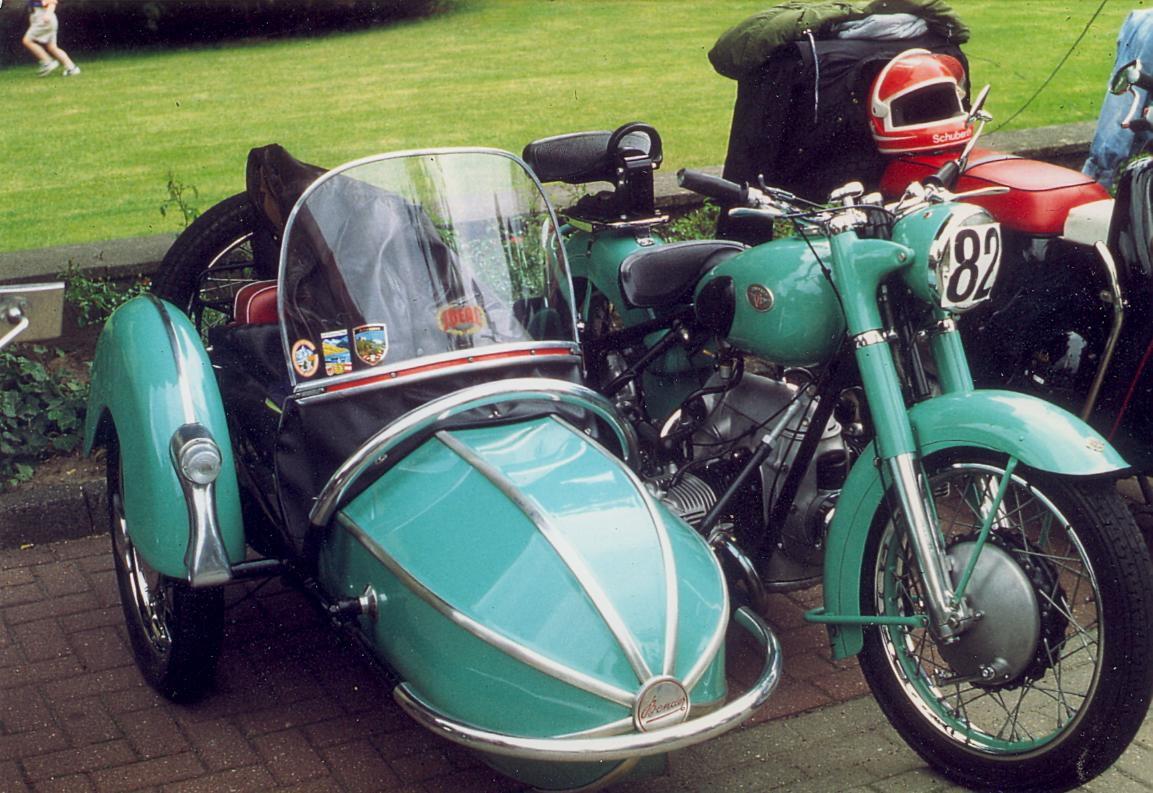
Zündapp KS 601 bei der Oldtimerrallye 2005 in Recke

Die KS 601 hat einen 2-Zylinder-Boxermotor mit hängenden Ventilen und untenliegender Nockenwelle (OHV), Hubraum 597 cm³, Höchstleistung 20,6 kW (28 PS) bzw. 24,8 kW (33,5 PS) beim Modell „KS 601 S“. Im Gegensatz zum Vorgängermodell KS 600 mit Pressblech-Kastenrahmen hat die KS 601 einen Doppelrohrrahmen mit vier Befestigungspunkten für den Seitenwagen. Eine Besonderheit der Teleskopgabel ist der zentrale hydraulische Stoßdämpfer, der zwischen den beiden Gabelbeinen vor dem Lenkkopf platziert ist. Das Hinterrad hat eine Geradwegfederung mit „Gummistoßdämpfer“. Diese Bezeichnung ist inkorrekt, weil diese nur als Anschlag dienen und nicht gedämpft wird.

## KS 601 EL
Eine Ausführung mit hinterer Schwinge gab es gegen Produktionsende unter der Bezeichnung „KS 601 Elastic“ bzw. „KS 601 EL“ für den Export in die USA. Im rechten Schwingarm lief die Kardanwelle. Diese Ausführung hatte 18"-Räder und einen USA-typischen breiteren hochgezogenen Lenker; in der Werbung gab der Importeur ein Verdichtungsverhältnis von 8 : 1 (wahlweise), eine Motorleistung von über 35 HP und eine Höchstgeschwindigkeit von über 100 mph an. In der USA-Werbung wurde sie als 600cc Supersport bezeichnet und war auch metallic-blau lackiert erhältlich. Diese Daten gelten auch für das vorher exportierte Modell mit Hinterrad-Geradwegfederung.

## Technische Daten
| Modell                           | KS 601                                                   | KS 601 Sport                                             |
| -------------------------------- | -------------------------------------------------------- | -------------------------------------------------------- |
| Motor                            | Zweizylinder-Viertakt-Boxermotor                         | Zweizylinder-Viertakt-Boxermotor                         |
| Hubraum                          | 597 cm³                                                  | 597 cm³                                                  |
| Bohrung × Hub                    | 75 mm × 67,6 mm                                          | 75 mm × 67,6 mm                                          |
| Ventilsteuerung                  | untenliegende Nockenwelle (OHV)                          | untenliegende Nockenwelle (OHV)                          |
| Nennleistung                     | 28 PS (20,6 kW) bei 4700/min                             | 32 PS (23,5 kW) bei 5500/min                             |
| Verdichtung (a)                  | 6,7 : 1                                                  | 7,3 : 1                                                  |
| Kühlung                          | Luftkühlung (Fahrtwind)                                  | Luftkühlung (Fahrtwind)                                  |
| Elektrische Anlage               | Batterie-Lichtzündanlage Noris 6 V                       | Batterie-Lichtzündanlage Noris 6 V                       |
| Gemischaufbereitung              | Bing (links 1/25/1, rechts 1/25/2)                       | Bing (links 1/25/3, rechts 1/25/4)                       |
| Getriebe                         | 4-Gang-Duplexketten-Wechselgetriebe mit Fußschaltung     | 4-Gang-Duplexketten-Wechselgetriebe mit Fußschaltung     |
| Kupplung                         | Mehrscheibenkupplung                                     | Mehrscheibenkupplung                                     |
| Kraftübertragung                 | Doppelgelenkkardanwelle mit Nadellagern                  | Doppelgelenkkardanwelle mit Nadellagern                  |
| Rahmen                           | geschlossener Doppelrohrrahmen                           | geschlossener Doppelrohrrahmen                           |
| Radaufhängung vorn               | Teleskopgabel mit zentralem hydraulischen Stoßdämpfer    | Teleskopgabel mit zentralem hydraulischen Stoßdämpfer    |
| Radaufhängung hinten             | Geradewegfederung                                        | Geradewegfederung                                        |
| Radstand                         | 1415 mm                                                  | 1415 mm                                                  |
| Bereifung                        | 3.50–19 vorn und hinten, mit Seitenwagen: 4.00–19 hinten | 3.50–19 vorn und hinten, mit Seitenwagen: 4.00–19 hinten |
| Bremsen                          | Trommelbremse vorn und hinten (Ø 230 mm)                 | Trommelbremse vorn und hinten (Ø 230 mm)                 |
| Leergewicht                      | 224 kg                                                   | 208 kg                                                   |
| Tankinhalt                       | ca. 14,5 l                                               | ca. 14,5 l                                               |
| Normverbrauch (b)                | 5,3 l/100 km                                             | 5,8 l/100 km                                             |
| Höchstgeschwindigkeit (solo) (c) | ca. 140 km/h                                             | ca. 155 km/h                                             |
| Preis                            | 3125,00 DM                                               | 3225,00 DM                                               |

## Motorsport
„Besonders mit Beiwagen stellte die ... KS 601 ihre Klasse unter Beweis und gewann von 1955 bis 1960 ununterbrochen die Deutsche Geländemeisterschaft in der großen Gespannklasse“.